# شهرستان ساگیا
شهرستان ساگیا (به لاتین: Sa'gya County) یک شهرستان‌های جمهوری خلق چین در چین است که در شیگاتسه واقع شده‌است.